# 李舉
李舉（1458年—？），字大聘，山西振武衛官籍太原府河曲縣人，明朝政治人物。

## 生平
山西鄉試第十六名。弘治六年（1493年），登癸丑科三甲第六十四名進士。六年十二月除兵科給事中。丁憂服闋，十二年正月復除刑科給事中，出为東昌府知府，正德四年（1509年）四月升山东按察司副使，六年八月升本省布政司左參政。

## 家族
曾祖李興；祖父李榮；父李景昌，前母沈氏；母許氏。慈侍下。